# Rueda dreadnaught

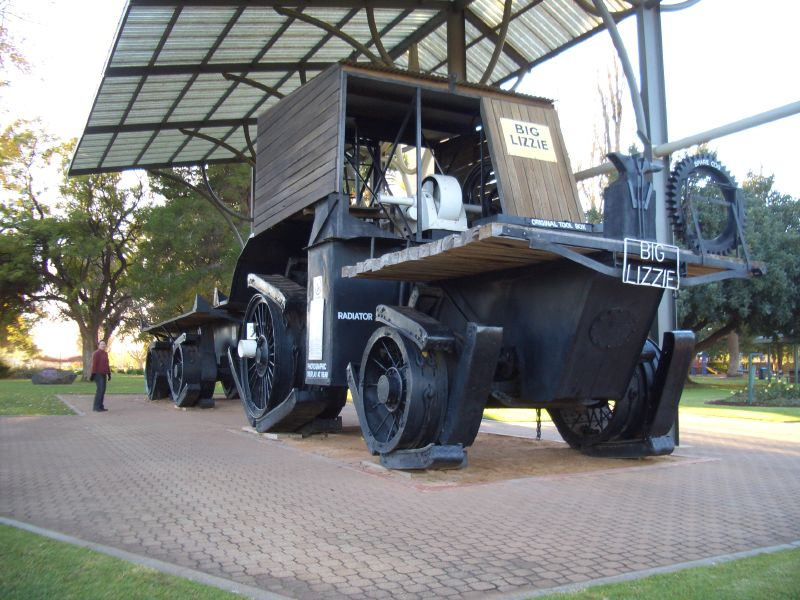
Un "Big Lizzie" de Bottrill, equipado con ruedas dreadnaught

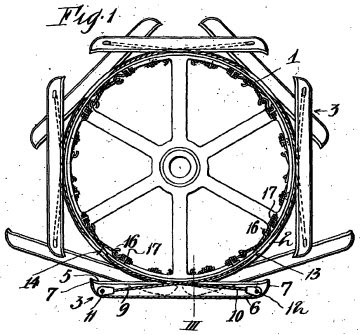
Ilustración de la solicitud de patente de Bottrill de 1912 en el Reino Unido

Una rueda dreadnaught es un tipo de rueda dispuesta con rieles articulados unidos a su borde para proporcionar una base firme, de forma que la rueda gire sobre ellos. También se conocen como ruedas ferroviarias sin fin cuando se utilizan en locotractores de carretera. Se montaban sobre todo en vehículos con motores de tracción a vapor. Son muy similares a las ruedas pedraíl, en las que los apoyos están articulados individualmente, en vez de estar articulados entre sí como en el caso de las ruedas dreadnaught. 

## Historia
Antes de la adopción generalizada del sistema de orugas en los vehículos pesados, los locotractores eran engorrosos de usar y poco adecuados para transitar en terrenos blandos o los caminos irregulares y las pistas agrícolas de la época. Los "rieles sin fin" eran tablas planas o placas de acero unidas holgadamente alrededor de la circunferencia exterior de la rueda que distribuían el peso del vehículo sobre una superficie más grande y, por lo tanto, tenían menos probabilidades de atascarse al hundirse en un terreno blando o deslizarse sobre pistas resbaladizas.
James Boydell patentó versiones anteriores en agosto de 1846 y en febrero de 1854. Trabajó desde 1856 con el fabricante británico de motores de tracción a vapor Charles Burrell & Sons para producir locotractores de transporte por carretera que utilizaran su diseño de vía continua. Burrell más tarde patentó las mejoras del diseño de Boydell.
Varios carros tirados por caballos y cañones sobre ruedas que utilizaban el diseño de Boydell entraron en servicio con el Ejército Británico en la Guerra de Crimea (octubre de 1853 y febrero de 1856). El Arsenal Real de Woolwich fabricó las ruedas, y Sir William Codrington, el general al mando de las tropas en Sebastapol, firmó una carta de recomendación.
Un mecánico e ingeniero australiano, Frank Bottrill (1871-1953), después de un intento fallido de usar locotractores con ruedas convencionales en el interior de Australia, decidió mejorar el diseño de la rueda de Boydell. En 1907 patentó una "rueda de carretera mejorada para viajar, útil para locotractores". El diseño de Bottrill usaba dos filas de rieles superpuestos sujetos al borde con cables para suavizar la transición de riel a riel. 
Finalmente, Bottrill, en asociación con AH MacDonald & Co. de Richmond, Melbourne, comenzó a producir tractores de vapor calentados con gasolina, equipados con sus ruedas. El más famoso era conocido como "Big Lizzie" construido en 1915, con un diámetro de rueda de 2,2   metros. Con 10,4 m de largo y 46 toneladas de peso, disponía de dos remolques con ruedas dreadnought, era capaz de transportar un total de 81 toneladas, trazando de forma efectiva su propio camino.
Algunas referencias también usan el término pedraíl. El problema se confunde aún más cuando Bottrill se refiere a su diseño como "zapatos de ped-rail". Los dos conceptos son similares en el sentido de que intentan mejorar el rendimiento en terrenos blandos repartiendo la carga sobre una gran superficie plana. La diferencia está principalmente en cómo están conectadas las almohadillas. En la rueda dreadnought, las almohadillas están conectadas entre sí y se desplazan a lo largo de la rueda, mientras que en la disposición del pedrail, introducida en 1903, cada almohadilla está conectada a un pivote a la propia rueda, y no hay conexiones entre almohadillas. Algunos sistemas de pedraíl también incluyen suspensiones internas para mejorar su rendimiento en terrenos irregulares. El diseño de Bottrill abarca la definición, ya que sus conexiones de cable son similares a las conexiones de un pedraíl, aunque son mucho más simples.